# Hannah van Binsbergen
Hannah van Binsbergen (Haarlem, 1993) is een Nederlandse auteur en dichteres. 
Op 13-jarige leeftijd raakte Van Binsbergen geïnspireerd door het werk van dichter Hans Lodeizen. Zij studeerde filosofie aan de Universiteit van Amsterdam. 
In 2016 verscheen bij uitgeverij Atlas Contact haar debuut Kwaad gesternte. Voor deze dichtbundel won zij in 2017 de VSB Poëzieprijs. Zij was de jongste dichteres die deze prijs won. En het was de eerste keer dat een debutant deze prestigieuze prijs ontving.
Van Binsbergen schreef begeleidende gedichten voor een bibliofiele uitgave van naar het Nederlands vertaalde gedichten van het Russische wonderkind Nika Toerbina (1974-2002), dat verscheen bij uitgeverij Vleugels onder de titel Mijn leven is een schetsblad. In opdracht van het Letterenfonds en de VPRO schreef zij het hoorspel Nika.
In de zomer van 2019 was van Binsbergen tweemaal te zien in het programma De Slimste Mens. Haar romandebuut Harpie is uitgebracht op 27 februari 2020 door Uitgeverij Pluim.
Daarnaast was zij (2022) oprichtend hoofdredacteur van de Nederlandse versie van het tijdschrift Jacobin.